# کد بین‌المللی کشوری
کُد بین‌المللی کشوری (به انگلیسی: Internationalized country code) به دامنهٔ اینترنتی سطح‌بالای کد کشوری گفته می‌شود که با حروف غیرلاتین (خارج از استاندارد اَسکی) نوشته می‌شود.
در حال حاضر چهار کد بین‌المللی کشوری به زبان‌های عربی و روسی ایجاد شده‌اند که عبارتند از:
- کد .السعودية برای کشور عربستان سعودی[۱]
- کد .مصر برای کشور مصر[۱][۲]
- کد .امارات برای کشور امارات متحده عربی[۱]
- کد ‎.рф برای فدراسیون روسیه[۳][۴]

گرچه به این دامنه‌های غیرلاتین «کُد» گفته می‌شود، اما در عمل برخی از آنها یک واژه کامل (مانند نام کامل یا بخشی از نام یک کشور) هستند.
کشورهایی که کد بین‌المللی کشوری دارند، در حقیقت دارای دو دامنه سطح‌بالای کد کشوری هستند. برای مثال کشور مصر دارای یک کد به لاتین است (‎.eg) که می‌تواند آدرس سایت‌های اینترنتی به زبان انگلیسی، زبان عربی یا هر زبان دیگری باشد. دامنه دیگر به خط عربی است (مصر) که تنها با سایت‌های عربی‌زبان اختصاص داده می‌شود.